# Stoke-by-Clare
Stoke-by-Clare est un village et une paroisse civile du Suffolk, en Angleterre.